# یان کولنیک
یان کولنیک (انگلیسی: Ján Koleník؛ زادهٔ ۱۱ نوامبر ۱۹۷۹) بازیگر اهل کشور اسلواکی است. وی از سال ۲۰۰۵ میلادی تاکنون مشغول فعالیت بوده‌است. او برنده جایزه OTO برای بازیگر مرد تلویزیون برای سه سال متوالی بین سال‌های ۲۰۱۰ و ۲۰۱۲ شد. کولنیک در سال ۲۰۰۴ به تئاتر ملی اسلواکی پیوست.